# 파이널 판타지 XIV: 창천의 이슈가르드
《파이널 판타지 XIV: 창천의 이슈가르드》는 스퀘어 에닉스가 개발 및 제작한 대규모 다중 사용자 온라인 롤플레잉 게임 《파이널 판타지 XIV: 신생 에오르제아》의 첫 번째 확장팩이다. 《신생 에오르제아》 발매로부터 약 2년 후인 2015년 6월 23일 처음 출시됐다. macOS, 플레이스테이션 3, 플레이스테이션 4 및 윈도우 플랫폼으로 제작됐다. 요시다 나오키가 기획 및 제작을 맡았으며 우에마쓰 노부오가 소켄 마사요시와 함께 작곡했다.

## 반응
《창천의 이슈가르드》는 리뷰 애그리게이터 웹사이트 메타크리틱에서 "대체적으로 긍정적인 평가"를 받았다. 일본에서 발매 첫 주에 플레이스테이션 3 및 4판이 47,000장 판매돼 그 주 3번째로 가장 많이 팔린 게임으로 집계됐다.

### 내용주
1. ↑  일본어: ファイナルファンタジーXIV: 蒼天のイシュガルド

### 참조주
1. 1 2  “Final Fantasy XIV: Heavensward for PC Reviews”. 《Metacritic》. 2016년 11월 26일에 원본 문서에서 보존된 문서. 2017년 1월 27일에 확인함.
2. 1 2  “Final Fantasy XIV: Heavensward for PlayStation 4 Reviews”. 《Metacritic》. 2017년 1월 15일에 원본 문서에서 보존된 문서. 2017년 1월 27일에 확인함.
3. ↑  Davison, Pete (2015년 7월 10일). “Final Fantasy XIV: Heavensward Review”. 《GameSpot》. 2016년 1월 28일에 원본 문서에서 보존된 문서. 2017년 1월 27일에 확인함.
4. ↑  Lucas, Daniella (2015년 7월 3일). “Final Fantasy XIV: Heavensward Review”. 《GamesRadar+》. 2017년 3월 5일에 원본 문서에서 보존된 문서. 2017년 1월 27일에 확인함.
5. ↑  Johnson, Leif (2015년 6월 29일). “Final Fantasy XIV: Heavensward Review”. 《IGN》. 2016년 2월 9일에 원본 문서에서 보존된 문서. 2017년 1월 27일에 확인함.
6. ↑  den Ouden, Adriaan (2015년 7월 22일). “Final Fantasy XIV: Heavensward - Review”. 《RPGamer》. 2016년 10월 24일에 원본 문서에서 보존된 문서. 2017년 1월 27일에 확인함.
7. ↑  Williams, Mike (2015년 8월 14일). “Final Fantasy XIV Heavensward PC Review: Onward and Upward”. 《USgamer》. 2017년 3월 5일에 원본 문서에서 보존된 문서. 2017년 1월 27일에 확인함.
8. ↑  Langshaw, Mark (2015년 7월 10일). “Final Fantasy XIV Heavensward review: New expansion pack reaches for the sky”. 《Digital Spy》. 2016년 10월 24일에 원본 문서에서 보존된 문서. 2017년 1월 27일에 확인함.
9. ↑  Salbato, Mike (2015년 11월 5일). “Final Fantasy XIV Review Journal Book XIII: To the Heavens”. 《RPGFan》. 2017년 3월 5일에 원본 문서에서 보존된 문서. 2017년 1월 27일에 확인함.
10. ↑  Romano, Sal (2015년 7월 1일). “Media Create Sales: 6/22/15 – 6/28/15”. Gematsu. 2017년 1월 27일에 확인함.